# 薩潘賈湖
40°43′N 30°15′E / 40.717°N 30.250°E

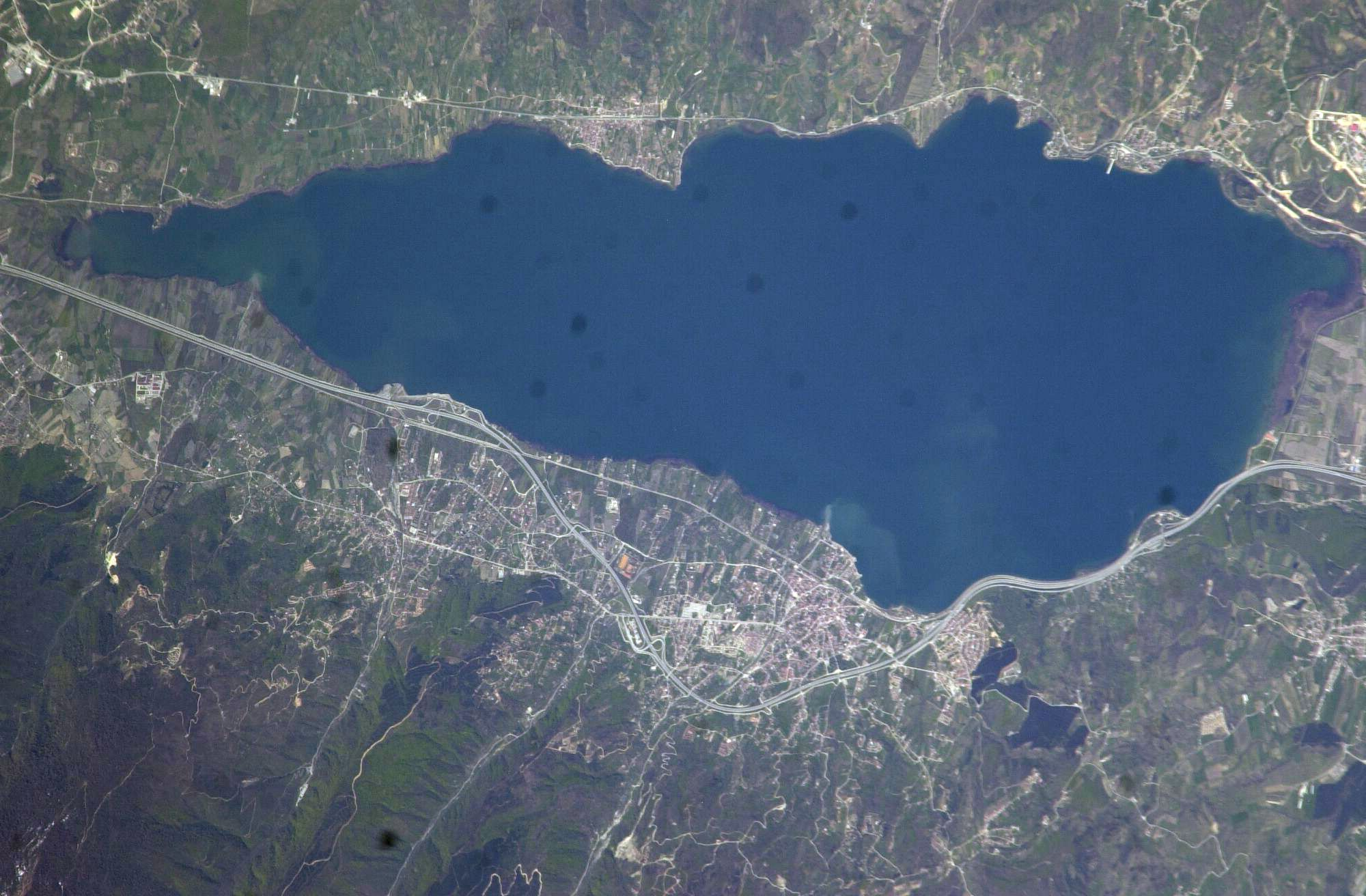
衛星圖

薩潘賈湖（土耳其語：Sapanca Gölü）是土耳其的湖泊，位於該國西北部伊茲密特附近，長16公里、寬5公里，面積45平方公里，集水區面積251平方公里，最大水深52米，該湖有狗魚、鯰魚、鯉魚、鱒魚等棲息。